# Altlinster
Altlinster (en luxemburguès: Allënster) és una vila de la comuna de Junglinster, situada al districte de Grevenmacher del cantó de Grevenmacher. Està a uns 13,1 km de distància de la ciutat de Luxemburg.